# Krčský hřbitov
Krčský hřbitov (Hřbitov Nusle) se nachází v Praze 4 na okraji městské čtvrti Krč, v ulici Krčská 108/81. Byl založen v první polovině 19. století nákladem obce Michle, protože michelský starý hřbitov u kostela Narození Panny Marie již nedostačoval. Od kostela vedla původně také cesta k novému hřbitovu. Současně byl pod náporem nové výstavby rušen i původní nuselský hřbitov na dnešním náměstí generála Kutlvašra. Při povýšení Nuslí na město v roce 1898 se stal ústředním hřbitovem pro toto nové město. Hřbitov se nachází na území bývalé Dolní Krče v místě zvaném Zelená liška. Krčský hřbitov spravuje příspěvková organizace Hřbitovy a pohřební služby hl. m. Prahy, Hřbitovní správa Vinohrady.

## Hřbitov
Hřbitov má rozlohu 3,02 ha, je obdélný, orientovaný severojižně mezi ulicemi Krčská, Na Strži a Olbrachtova v blízkosti stanic metra C Pankrác a Budějovická. Uprostřed severní zdi je hlavní vjezd, jako vchod se užívá branka u hlavní Správní budovy v severovýchodním rohu. Na hřbitově bylo k roku 2001 780 hrobek, 3950 hrobů a 2100 hrobů urnových.
V jihovýchodní části hřbitova byl roku 1918 zřízen vojenský hřbitov, na kterém se nacházejí Hroby bojovníků revoluce a který byl zrušen koncem 50. let 20. století. Za ním bylo pohřebiště padlých v květnové revoluci roku 1945, dnes také zrušené. Pamětní deska z tohoto pohřebiště byla umístěna na Správní budovu vedle vchodu.
V jihozápadní části hřbitova býval zdí oddělený hřbitov pro trestance, zřízený pankráckou trestnicí, který míval samostatný vchod z ulice Ke Strži. Tento hřbitov byl zrušen ve 30. letech 20. století.
Zatímco byl hřbitov ještě v době připojení k Velké Praze obklopen pouze polnostmi a ojedinělými stavbami na nuselském katastru v místě dnešních Arkád Pankrác a prodloužení tehdejší Runczikovy ulice, dnes je obestavěn sídlišti (Zelená liška, Antala Staška, Pankrác I., Na Strži, Pankrác III.). Nuselský hřbitov byl založen na vyvýšené pankrácké "náhorní plošině" (na "temeni" pláně na místě obilného pole) v průměrné nadmořské výšce 262 m n. m.

### Stavby
Na hřbitově se nachází novogotická šestiboká zvonice ze zrušeného hřbitova pro trestance. Uprostřed centrální cesty stojí hřbitovní kaple Panny Marie, obdélná stavba s edikulou na střeše. Poblíž byl v roce 1999 znovuinstalován "ústřední" kamenný kříž s Ukřižovaným Pánem Ježíšem. Ze stromů na hřbitově převládají lípy, jírovce a smrky. Před hřbitovem bývala budova prádelny sídliště Zelená liška z 30. let 20. stol., která v květnu 1945 sloužila též jako márnice obětí Pražského povstání. Několikapatrová budova byla po roce 2000 nahrazena novostavbou obytného domu. Na prostranství bývalého parčíku před hřbitovem směrem k nuselskému katastru probíhá výstavba stanice metra D "Pankrác". Hřbitov je dopravně spojen s Nuslemi, Krčí a Kunraticemi linkou městských autobusů. Na severní zdi poblíž vchodu je deska, hlásající, že "v těchto místech padl 5. května 1945 v čestném boji" s okupanty student Karel Hořejší z Nuslí.

## Pohřbené osoby
- Václav Balšán (19.11.1914–18.11.1972), lehký atlet Spartaku Nusle, držitel sedmi svět. rekordů v chůzi
- Alois Banseth († 10.7.1924 ve věku 58 let), podnikatel, zakladatel populární restaurace v Nuslích
- Miloslav Brepta, též Brebta (29.10.1902–6.3.1959), podnikatel, filmový herec, soukromý automobilový závodník a účastník Olympijských her v Berlíně
- Jan Budař (kněz) (1867–1948), mons. a papežský prelát, spisovatel
- Emil Čermák (novinář) (1864–1943), první šéfredaktor Lidových novin
- Jindřich Černý (1905–1960), spisovatel a překladatel
- Václav Čížek (15.2.1861–20.2.1922), hudebník
- Radoslav Grygar (16.7.1932–2.5.1985), prom. historik
- John Václav Hausenblas (1921–2001), lékař, čs. rekordman ve skoku vysokém, plukovník US Army (US Navy)
- Josef Jonáš (padl 22.4.1918 u Terronu ve věku 24 let), legionář roty Na Zdar ve Francii, bojoval v bitvě u Arrasu 9.5.1915
- Marie Kadeřábková (26.9.1895–9.7.1923), místonáčelnice sokolské župy pražské a Sokola v Nuslích
- František Kocan († 30.12.1923 ve věku 54 let), podnikatel, maj. hotelu v Nuslích
- Augustin Kolman (1.10.1869–22.3.1937), majitel Pohřebního Ústavu v Nuslích
- Sylvestr Krnka (1825–1903), puškař a vynálezce
- Alois Kříž (1881 Hoštice–1968) byl český lékárník, vynálezce československého bylinného likéru Jakamarus,, účastník protinacistického odboje
- František Lenoch (17.2.1898–24.9.1970), český lékař, internista; profesor UK. Zakl. čs. revmatologie.
- Otto Linhart (radiotelegrafista) (1895–1980), čs. legionář, odbojář první i druhé světové války
- Václav Luka (17.5.1872–18.1.1935), hotelier, Sokolský činovník, maj. hot. Luka v Nuselské ul.
- Josef Mlynář (1864–1913), řídící učitel z Nuslí
- Gabriel Moudrý (1869–1930), český novinář
- František Pokorný (2.1.1819–13.11.1847), nuselský měšťan
- František Ferdinand Pokorný (15.3.1864–14.4.1914), cechmistr pokrývačský, maj. činž. domu v Nuslích
- Vratislav Vácslav Preclík (10.8.1879–4.8.1946), soukr. z Nuslí, velkouzenář na Hradčanech, maj. činž. domu v Kunraticích
- Vratislav Jan František Preclík (2.12.1909–22.6.1992), rodák z Nuslí čp.185 (Bělehradská, U Hrabánků), redaktor "Mladé generace" ČOB (Československé obchodní besedy)
- Václav Procházka (1.1.1884–12.9.1945), vrchní stavební rada hl. m. Prahy
- Dagmar Sedláčková (1931–2008), akademická malířka a knižní ilustrátorka
- Augustin Šebek (5.2.1874–25.2.1943), podnikatel, maj. továrny na uzenář. zboží v Nuslích
- Petr Škvrně (1971–2003), fotograf
- Karel Šolc (1893–1985), klavírista a hudební skladatel
- Josef Vratislav Špitálník (22.4.1903–27.5.1927), akademický malíř (autor náhr. František Bílek)
- Vladislav Valach (7.7.1919–9.3.1995) z Nuslí, český lékař, docent
- Vojtěch Volf (26.7.1954–1.7.2017), inženýr
- František Ženíšek (11.11.1867–14.2.1932), majitel domu a záv. truhlářského v Nuslích